# Lubricación vaginal
La lubricación vaginal es una respuesta típica de la excitación sexual, ocurre rápidamente después de que comience la excitación, en pocos segundos para mujeres jóvenes y en 2 a 4 minutos para mujeres mayores. Este líquido se forma cuando el plasma sanguíneo se filtra a través de las paredes de la vagina en respuesta a un estímulo sexual o erótico.
Cuando no hay excitación, presenta una alta concentración de iones de hidrógeno (con un pH ácido de 3,5 a 4,5) a lo largo de todo el ciclo menstrual en mujeres premenopáusicas, excepto durante la menstruación, cuando su composición se asemeja a la del plasma debido a la presencia de sangre y otros elementos del tejido endometrial que se desprende.
Este proceso se ve favorecido por la presencia de estrógenos, estimula el bombeo de hidrógeno hacia la cavidad vaginal y aumenta el volumen de líquido. Esta actividad disminuye después de la menopausia, lo que provoca un aumento del pH vaginal, considerado clínicamente como un signo de atrofia.

## Funciones
La lubricación vaginal tiene varias finalidades. Una de ellas es favorecer las relaciones sexuales produciendo un ambiente húmedo que aumenta la sensibilidad y reduce la fricción.
La lubricación vaginal, además neutraliza el pH ácido para la supervivencia de los espermatozoides si ha tenido lugar una eyaculación dentro de la cavidad vaginal.
Los cambios de color en el flujo vaginal pueden además considerarse una especie de alerta médica natural. El cambio de tonalidad en la mucosidad nos advierte de infecciones, estrés, lesiones postcoitales, periodo de ovulación, embarazos, abortos, etc.

## El flujo vaginal oleucorrea

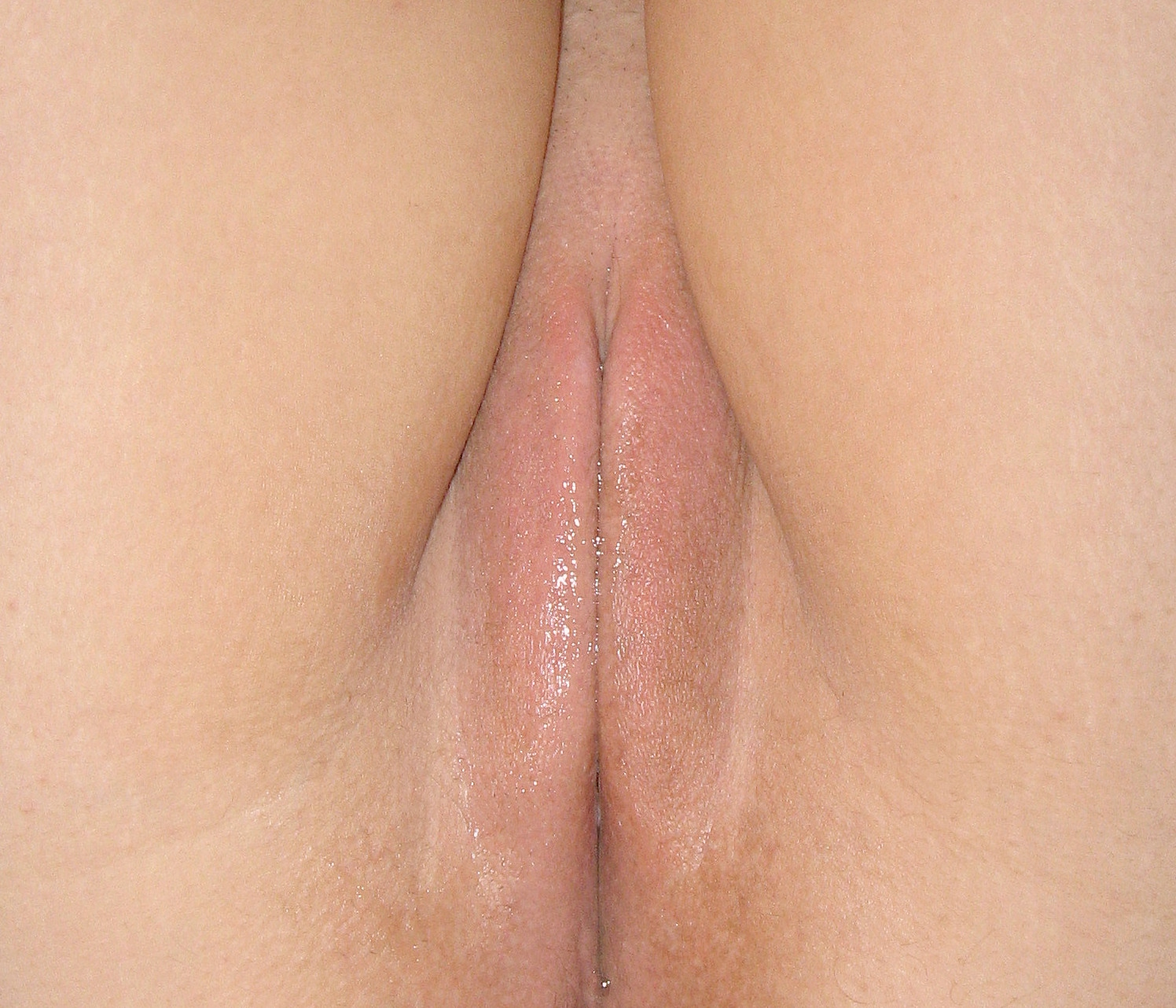
Flujo vaginal.

Este fluido es el que lubrica a la vagina y ayudar a protegerla contra bacterias coliformes y levaduras. Esto se debe a la acción de los lactobacilos anaerobios (como los de Döderlein) que fermentan el glucógeno de las células que se desprenden y producen altas concentraciones de ácido láctico, lo que le confiere un pH ácido.

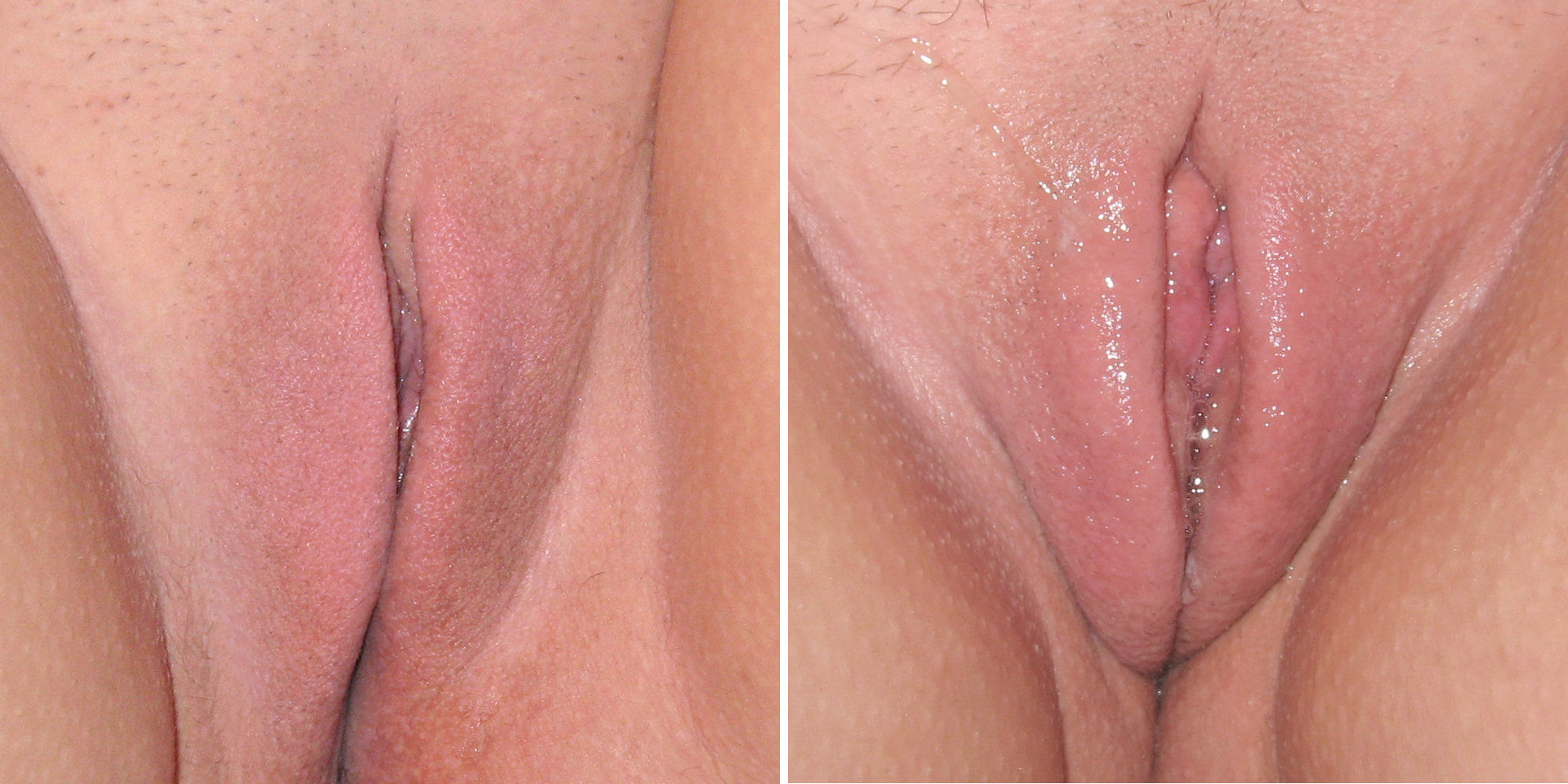
(Izq.) Vulva en estado de reposo no lubricada y cerrada.
(Der.) Vulva en estado de excitación sexual, se pueden apreciar los labios mayores y menores inflamados por la excitación y mojados de flujo lubricante.

Existen dos tipos. El flujo vaginal fisiológico es aquel que sufre cambios cíclicos relacionadas con las variaciones hormonales naturales del ciclo ovárico-menstrual. Este flujo tiene unas características que van desde el aspecto pastoso o cremoso, blanquecino y opaco cuando la mujer está en fases no fértiles del ciclo, a acuoso, elástico y trasparente alrededor de la ovulación.

## Lubricación escasa
Una lubricación escasa puede ser causa de infecciones en la vagina además de disminuir el apetito sexual en la mujer. Este tipo de síntomas pueden aparecer, por ejemplo, durante la menopausia o después del embarazo. 
La escasa lubricación puede ser una traba para la realización del coito, siendo dolorosa casi siempre. Una lubricación excesiva puede disminuir la sensibilidad durante el acto, tanto en el hombre como en la mujer. Este problema se puede paliar, debiendo conocer, que en algunos casos esa escasez puede producirse por varios motivos biológicos perfectamente normales, que no deben considerarse patologías, tales como los anteriormente nombrados (menopausia, postparto, etc.). Si la ausencia o escasez de flujo se da durante el acto sexual pueden considerarse también la posibilidad de una falta de motivación, posiblemente subsanable participando en preámbulos o juegos sexuales o haciendo realidad alguna fantasía sexual. Esta sequedad vaginal es una de las causas principales de la dispareunia, dolor durante la relación sexual. Puede estar originada por múltiples causas, principalmente orgánicas o psíquicas.

### Causas orgánicas
La falta de estrógenos en el organismo es la causa que suele darse con más frecuencia para que exista sequedad. Típico de las mujeres con menopausia o cerca de pasar a esta fase y también en las que tienen un ciclo menstrual alterado, estas últimas suelen solucionar más fácilmente su problema debido a que responden mejor al tratamiento adecuado mezcla de estrógenos.
Algunos anticonceptivos también son responsables de la sequedad, según sus efectos secundarios, por ejemplo los que tienen entre sus componentes excesos androgénicos y son bajos en estrógenos a la vez. Algunos medicamentos además de equilibrar desajustes corporales también son capaces de bajar la producción de lubricación vaginal.
Otras causas a las que se les da menos importancia, pero que pueden motivar una disminución de la lubricación son: el período posparto, el período de lactancia, la diabetes, una intervención quirúrgica o una infección vaginal.

### Causas psíquicas
Las causas psíquicas suelen afectar sobre todo al ámbito sexual. Es importante saber que las mujeres a las que no les resulte agradable el sexo o la pareja (porque no esté totalmente satisfecha, no exista la preparación adecuada, etc.), serán las más propensas a tener sequedad vaginal, algunas veces el lugar de encuentro para realizar el acto sexual también influye.
Otra causa puede ser la frecuencia con que se mantienen relaciones sexuales, las mujeres con relaciones esporádicas son más  propensas tener sequedad que las que mantienen una vida sexual activa, independientemente de la edad u otro factor.